# John N. Gray
John N. Gray (ur. 17 kwietnia 1948 w Newcastle) – brytyjski filozof, politolog, publicysta, najbardziej znany współczesny angielski myśliciel polityczny, uznawany za ucznia Isaiaha Berlina i Michaela Oakeshotta. Wykładał na Uniwersytecie Oksfordzkim, Uniwersytecie Harvarda, Uniwersytecie Yale oraz myśl europejską w Londyńskiej Szkole Ekonomii.

## Poglądy
W latach 70. i pierwszej połowie lat 80. uznawany był za jednego z czołowych myślicieli brytyjskiej nowej prawicy i apologetę rządów Margaret Thatcher. Zafascynowany neoliberalną myślą Friedricha Augusta von Hayeka, za pracę Hayek on Liberty (1984), przez niego samego uznany został za najlepszego interpretatora i twórczego kontynuatora swojej myśli.
W drugiej połowie lat 80. nastąpił jednak radykalny zwrot w myśli Graya. W swoich pracach stał się nie tylko radykalnym krytykiem ekonomicznego leseferyzmu oraz globalnego wolnego rynku, lecz również racjonalistycznego liberalizmu, opartego na oświeceniowym humanizmie, scjentyzmie, wierze w postęp (progresywizm), które w uskrajnionej postaci miały według niego doprowadzić do powstania XX-wiecznych totalitaryzmów. Akceptując jednak wiele społecznych zdobyczy Oświecenia, sam opowiedział się za liberalizmem jako ideałem poszukiwania zgody (hobbesowskiego modus vivendi), w dobie nierozwiązywalnych konfliktów wartości. Taczeryzm oskarżył o zniszczenie tradycyjnego, brytyjskiego, paternalistycznego toryzmu. Zaczął podkreślać wartość wspólnoty i – jako przeciwnik antropocentryzmu – ochrony środowiska naturalnego. W swojej publicystyce zaczął opowiadać się za polityką Partii Pracy pod przewodnictwem Tony’ego Blaira, jednak sprzeciwił się wojnie w Iraku i eksportowi liberalnej demokracji na Bliski Wschód.
Obecnie poglądy Graya trudno jednoznacznie sklasyfikować. Określa się go (lub on sam określa się) m.in. liberałem postmodernistycznym, liberałem komunitarystycznym, liberałem agonistycznym, postliberałem, zielonym konserwatystą.

## Najważniejsze prace
- Mill on Liberty: A Defence, 1983
- Hayek on Liberty, 1984
- Liberalism, 1986 (wyd. pol. 1994)
- Beyond the New Right: Markets, Government and the Common Environment, 1993
- Postliberalism: Studies in Political Thought, 1993
- Enlightenment's Wake: Politics and Culture at the Close of the Modern Age, 1995
- Isaiah Berlin, 1995
- False Dawn: The Delusions of Global Capitalism, 1998
- Two Faces of Liberalism, 2000 (wyd. pol. 2001)
- Straw Dogs: Thoughts on Humans and Other Animals, 2002 (wyd. pol. 2003)
- Al Qaeda and What it Means to be Modern, 2004 (wyd. pol. 2006)

W języku polskim wydano:
- Liberalizm, Kraków 1994, seria Demokracja. Filozofia i praktyka, ISBN 83-7006-340-3
- O rządzie ograniczonym: ograniczone uprawnienia i szczegółowe obowiązki rządu, Warszawa 1995, ISBN 83-903570-9-7
- Po liberalizmie: eseje wybrane, Warszawa 2001, seria Biblioteka Polityczna Aletheia, ISBN 83-87045-99-3
- Dwie twarze liberalizmu, Warszawa 2001, seria Biblioteka Polityczna Aletheia, ISBN 83-87045-86-1
- Słomiane psy: myśli o ludziach i innych zwierzętach, Warszawa 2003, ISBN 83-05-13306-0
- Al-Kaida i korzenie nowocześności, Warszawa 2006, seria Biblioteka Polityczna Aletheia, ISBN 83-87045-86-1
- Czarna msza: apokaliptyczna religia i śmierć utopii, Kraków 2009, ISBN 978-83-240-1240-4
- Konflikty XXI wieku: w ślad za świetlistą przyszłością, w: Solidarność i kryzys zaufania, red. Jacek Kołtan, Gdańsk: Europejskie Centrum Solidarności 2014
- Siedem typów ateizmu, Warszawa 2020, (ISBN 978-83-666-1902-9)